# Mesrob II (ormiański współpatriarcha Jerozolimy)
Mesrob II (ur. ?, zm. ?) – w latach 1454–1461 ormiański współpatriarcha Jerozolimy